# ولفگانگ وایزه
ولفگانگ وایزه (آلمانی: Wolfgang Weise؛ زادهٔ ۱۲ ژوئن ۱۹۴۹) بازیکن والیبال اهل آلمان شرقی بود.